# Dôme lunaire

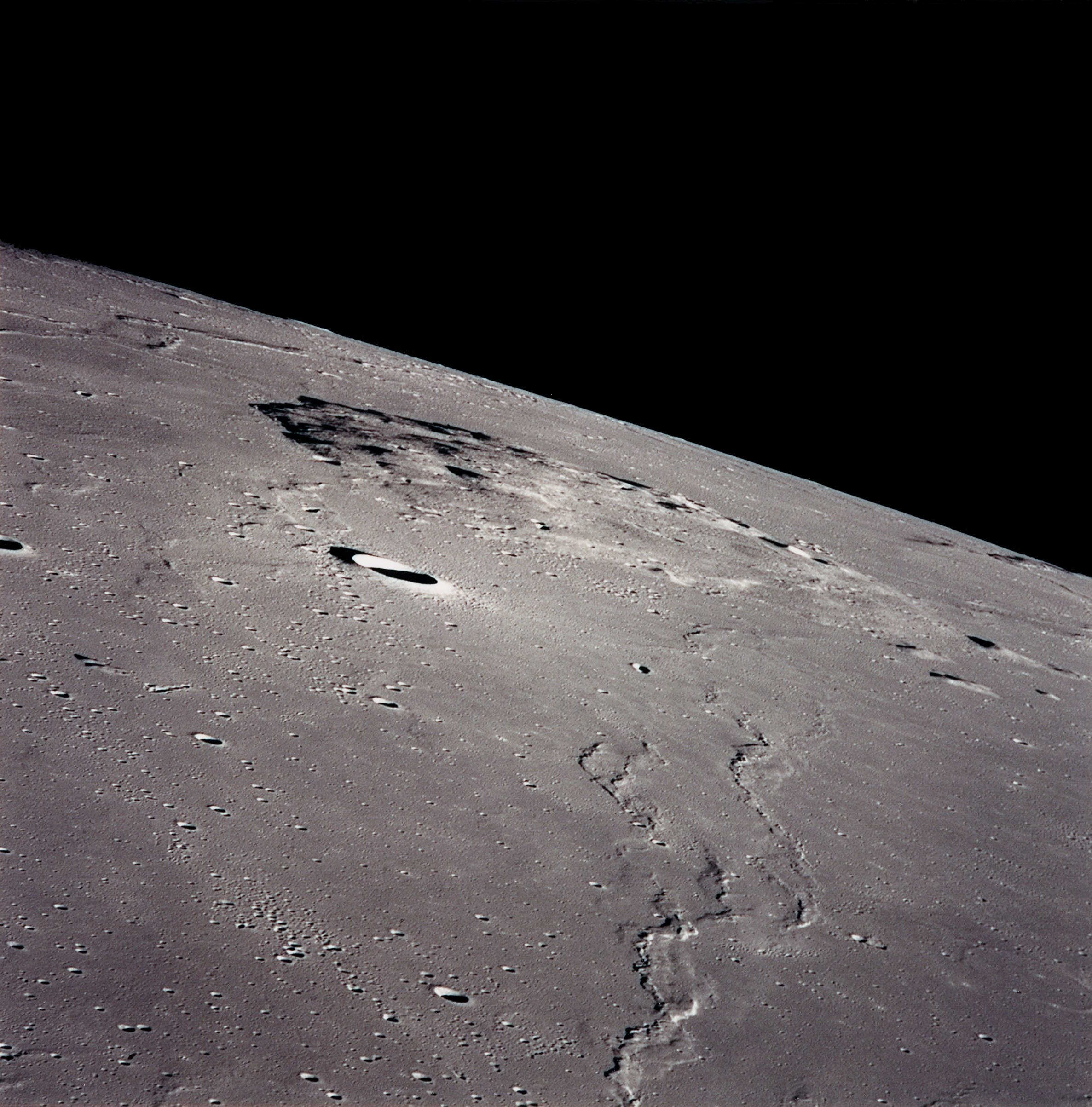
Le Mons Rümker formé de plusieurs dômes lunaires accolés, photographié depuis Apollo 15.

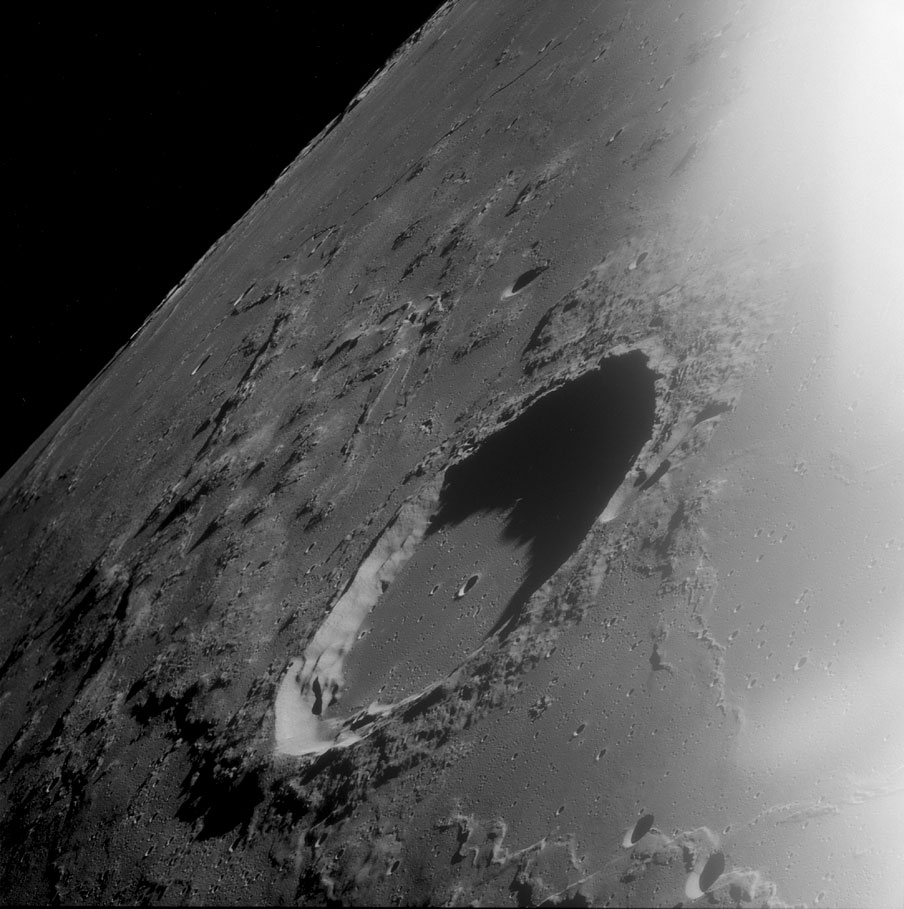
Plusieurs dizaines de dômes lunaires s'élèvent à l'ouest du cratère Marius.

Un dôme lunaire est un volcan bouclier situé sur la Lune et qui s'apparente à ceux qui se trouvent sur la surface de la Terre et de Mars. Des centaines de dômes lunaires sont répertoriés. La majorité d'entre eux sont situés sur les mers lunaires ou sur leurs bords.
Les dômes lunaires sont généralement formés par une lave visqueuse éventuellement riche en silice. L'éruption étant suivie par un refroidissement relativement lent. Les dômes lunaires sont généralement larges, arrondis et de formes circulaires avec une pente douce. Ils peuvent culminer à une altitude de quelques centaines de mètres. Ils ont généralement une circonférence de 8  à   12 km de diamètre, mais peuvent atteindre les 20 kilomètres (voire 70 kilomètres pour le Mons Rümker). Un certain nombre de ces dômes lunaires ont un petit craterlet à leur sommet. 
Certains de ces dômes ont été formés et composés des mêmes matériaux que le Mare lunaire. Ces dômes lunaires ont été formés à partir d'une petite chambre magmatique qui est plus proche de la surface que c'est le cas pour une Mare lunaire. Cela se traduit par une pression plus faible et donc la lave s'écoule plus lentement. Le magma jaillit à travers une fissure à la surface, mais le flux se concentre finalement par une ouverture primaire. Cette concentration de lave peut alors conduire à un cratère d'aération au sommet de la coupole.
Le Mons Rümker est une formation complexe d'une trentaine de dômes lunaires formant une sorte de boursouflure géante de dômes accolés sur un diamètre de 70 km2 et une hauteur de près de 1 100 mètres d'altitude.